# Wohlhausen
Wohlhausen ist seit dem 1. Januar 1994 ein Ortsteil der Stadt Markneukirchen im Vogtland in Sachsen.

## Geographie
Wohlhausen liegt in einer Höhe zwischen 520 m und 600 m im Tal des Kreilbaches, der im benachbarten Markneukirchen in den Schwarzbach mündet. Im Südwesten geht die Bebauung des Ortes unmittelbar in die der Stadt Markneukirchen über. Im Nordosten reicht die Flur von Wohlhausen fast bis an die Zwota und schließt auch den Gipfel Hoher Brand (802,8 m ü. NN) ein. Der Ort liegt im Süden des sächsischen Teils des historischen Vogtlands bzw. Oberen Vogtlands, liegt jedoch bezüglich des Naturraums am Übergang vom Westerzgebirge zum Elstergebirge.
Weitere Nachbarorte sind im Nordwesten das ebenfalls zu Markneukirchen gehörende Breitenfeld mit Bernitzgrün, im Nordosten Zwota, im Osten Gopplasgrün sowie im Südosten Erlbach. Im Nordosten liegt, ebenfalls an der Bundesstraße 283, die zu Wohlhausen gehörige Siedlung Friebus.

## Geschichte

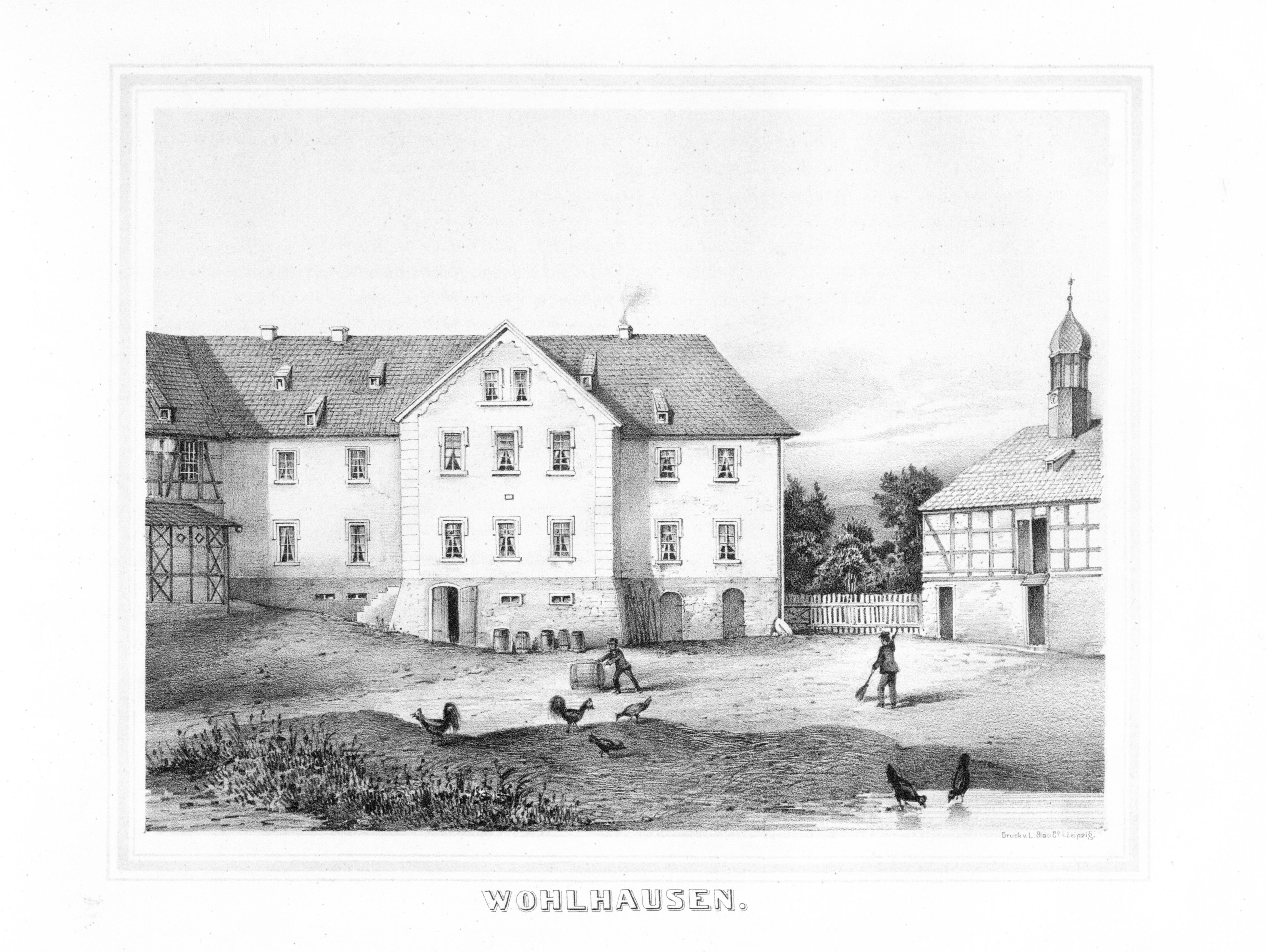
Rittergut Wohlhausen um 1859

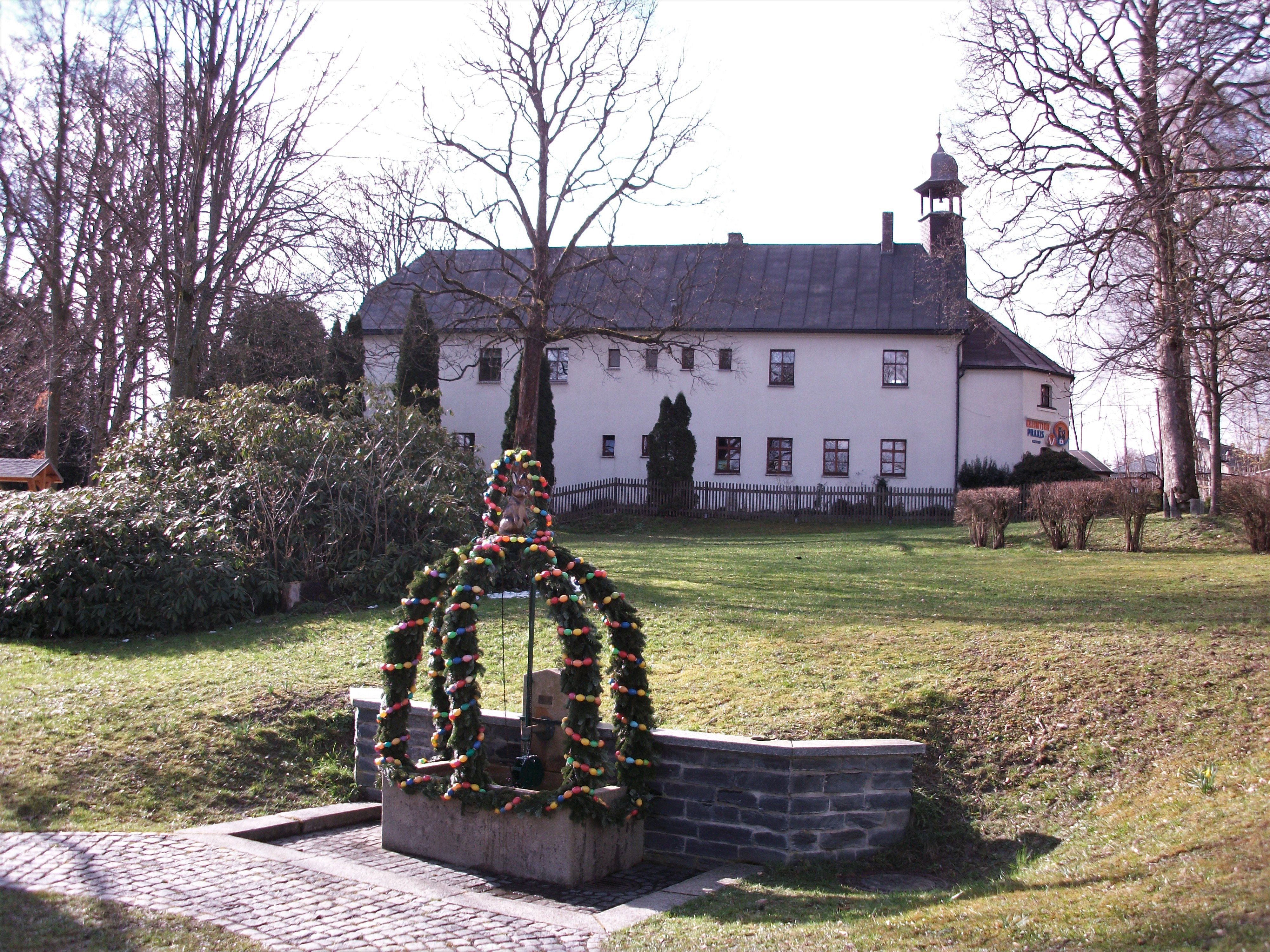
Osterbrunnen Wohlhausen mit Gasthof

Als Walhusin wird Wohlhausen im Jahr 1378 erstmals erwähnt. Die Siedlung wurde als typisches Waldhufendorf angelegt. Grundherrliche Rechte besaßen das 1606 erstmals genannte Rittergut Wohlhausen im Ort sowie auch das Rittergut Erlbach. Das Rittergut befand sich von 1823 bis 1945 im Besitz der Familie von Römer.
Der Ort gehörte bis 1856 zum kursächsischen bzw. königlich-sächsischen Amt Voigtsberg. Nach 1856 gehörte Wohlhausen zum Gerichtsamt Markneukirchen und ab 1875 zur
Amtshauptmannschaft Oelsnitz. Seit dieser Zeit zählte auch die nordöstlich gelegene Siedlung Friebus zur Wohlhausen. 1945 wurden die Besitzungen des Rittergutes an Neubauern aufgeteilt. Durch die zweite Kreisreform in der DDR kam Wohlhausen im Jahr 1952 zum Kreis Klingenthal im Bezirk Chemnitz (1953 in Bezirk Karl-Marx-Stadt umbenannt), der im Jahr 1990 als sächsischer Landkreis Klingenthal fortgeführt wurde und 1996 im Vogtlandkreis aufging.
Am 1. Januar 1994 erfolgte die Eingemeindung Wohlhausens nach Markneukirchen.

## Entwicklung der Einwohnerzahl
| Jahr | Einwohnerzahl                  |
| ---- | ------------------------------ |
| 1583 | 21 besessene Mann, 1 Häusler   |
| 1764 | 21 besessene Mann, 5 2/3 Hufen |
| 1834 | 369                            |
| 1871 | 405                            |

| Jahr | Einwohnerzahl |
| ---- | ------------- |
| 1890 | 602           |
| 1910 | 727           |
| 1925 | 739           |
| 1939 | 636           |

| Jahr | Einwohnerzahl |
| ---- | ------------- |
| 1946 | 688           |
| 1950 | 594           |
| 1964 | 514           |
| 1990 | 453           |

## Öffentlicher Nahverkehr
Der Ort ist im Stundentakt mit der PlusBus-Linie 30 des Verkehrsverbunds Vogtland an Markneukirchen, Adorf, Bad Elster und Klingenthal angebunden. Außerdem verkehrt die zweistündliche TaktBus-Linie 93 zwischen Schöneck und Bad Elster.

## Sehenswürdigkeiten
- Hüttels Musikwerk-Ausstellung – Sammlung Mechanischer Musikautomaten

## Söhne und Töchter der Gemeinde
- Wolfgang Uebel (* 21. November 1932), Geigenbaumeister in der 10. Generation
- Ursula Kulscher (* 18. Juli 1936), Fotografin sowie Politikerin (CDU) und ehemaliges Mitglied des Sächsischen Landtages